# أوذرسايد
أوذرسايد (بالإنجليزية: Othercide)، هي لعبة فيديو فرنسية، طورتها لايت بولب كرو، ونشرها شركة فوكس هوم إنتراكتيف، صدرت في الأسواق سنة 2020، وتعمل على منصات نينتندو سويتش، إكس بوكس ون، بلاي ستيشن 4 ومايكروسوفت ويندوز.